# جبل العين
جبل العين هو هضبة في السودان يقع على الحدود بين الولاية الشمالية وشمال كردفان.
تعتبر منطقة جبل العين أكثر خصوبة من السافانا الجافة المحيطة بها، مما يجعلها أرض رعي شهيرة للكبابيش - الرحل الذين يسكنون حولها.
توجد حول جبل العين العديد من المناطق الاثرية، ومعظمها مقابر تعود إلى فترة ما بعد مروي والعصور المسيحية في العصور الوسطى. أبرز المواقع الأثرية في غرب الجبل -دير مدمر- البؤرة الاستيطانية الجنوبية الغربية لدولة ماكوريان المعروفة حتى الآن  - ومستوطنة أكواخ مستديرة محاطة بسور قريب من بئر العين جنوب غرب البلاد. القمة الرئيسية للجبل. 